# Gölova (district)
Gölova is een Turks district in de provincie Sivas en telt 3.267 inwoners (2007). Het district heeft een oppervlakte van 333,2 km². Hoofdplaats is Gölova.
De bevolkingsontwikkeling van het district is weergegeven in onderstaande tabel.
| 1990  | 1997  | 2000  | 2007  | 2017  |
| ----- | ----- | ----- | ----- | ----- |
| 6.699 | 5.542 | 6.272 | 3.267 | 2.857 |

De bevolking van het district Gölava daalt in een rap tempo. Veel dorpen zullen in de toekomst onbewoond raken. 